# Ԟ
Ԟ (minuskule ԟ) je písmeno cyrilice. Je používáno pouze v aleutštině. Jedná se o variantu písmena К. Písmeno zachycuje stejnou hlásku jako písmeno Ӄ v chantyjštině a čukotštině, písmeno Қ v kazaštině, písmeno Ҡ v baškirštině, a nyní již nepoužívané písmeno Ԛ, které bylo v minulosti používáno pro zápis kurdštiny a abcházštiny.